# Харт, Ричард (кёрлингист)
Ри́чард Харт (англ. Richard Hart; род. 14 октября 1968, Торонто) — канадский кёрлингист.
Играет на позиции третьего.

## Достижения
- Зимние Олимпийские игры: серебро (1998).
- Чемпионат мира по кёрлингу среди мужчин: золото (2007).
- Чемпионат Канады по кёрлингу среди мужчин: золото (2007), серебро (2006, 2008, 2010, 2011), бронза (2009).
- Кубок Канады по кёрлингу: серебро (2006), бронза (2014).

## Команды
| Сезон   | Четвёртый    | Третий                | Второй                   | Первый         | Запасной     | Турниры                       |
| ------- | ------------ | --------------------- | ------------------------ | -------------- | ------------ | ----------------------------- |
| 1992–93 | Майк Харрис  | Ричард Харт           | Коллин Митчелл           | Джордж Кэррис  |              |                               |
| 1994–95 | Майк Харрис  | Ричард Харт           | Джордж Кэррис            | Todd Tsukomoto |              |                               |
| 1995    | Эд Вереник   | Джон Кавайя           | Пэт Перру                | Нил Харрисон   | Ричард Харт  | ЧК 1995 (4 место)             |
| 1996–97 | Майк Харрис  | Ричард Харт           | Коллин Митчелл           | Джордж Кэррис  |              |                               |
| 1997–98 | Майк Харрис  | Ричард Харт           | Коллин Митчелл           | Джордж Кэррис  | Пол Сэвидж   | КООК 1997 · ЗОИ 1998          |
| 1998–99 | Майк Харрис  | Ричард Харт           | Коллин Митчелл           | Джордж Кэррис  |              |                               |
| 1999–00 | Майк Харрис  | Ричард Харт           | Коллин Митчелл           | Джордж Кэррис  |              |                               |
| 2000–01 | Гленн Ховард | Ричард Харт           | Коллин Митчелл           | Jason Mitchell |              |                               |
| 2001–02 | Гленн Ховард | Ричард Харт           | Коллин Митчелл           | Jason Mitchell |              |                               |
| 2002–03 | Гленн Ховард | Ричард Харт           | Коллин Митчелл           | Jason Mitchell |              |                               |
| 2003–04 | Гленн Ховард | Ричард Харт           | Коллин Митчелл           | Jason Mitchell |              |                               |
| 2004–05 | Гленн Ховард | Ричард Харт           | Брент Лэинг              | Крейг Сэвилл   |              |                               |
| 2005–06 | Гленн Ховард | Ричард Харт           | Брент Лэинг              | Крейг Сэвилл   | Скотт Тейлор | КООК 2005 (4 место) · ЧК 2006 |
| 2006–07 | Гленн Ховард | Ричард Харт           | Брент Лэинг              | Крейг Сэвилл   | Стив Байс    | КК 2006 · ЧК 2007 · ЧМ 2007   |
| 2007–08 | Гленн Ховард | Ричард Харт           | Брент Лэинг              | Крейг Сэвилл   | Стив Байс    | ЧК 2008                       |
| 2008–09 | Гленн Ховард | Ричард Харт           | Брент Лэинг              | Крейг Сэвилл   | Стив Байс    | ЧК 2009                       |
| 2009–10 | Гленн Ховард | Ричард Харт           | Брент Лэинг              | Крейг Сэвилл   | Стив Байс    | КООК 2009 · ЧК 2010           |
| 2010–11 | Гленн Ховард | Ричард Харт           | Брент Лэинг              | Крейг Сэвилл   | Скотт Ховард | ЧК 2011                       |
| 2014–15 | Гленн Ховард | Ричард Харт           | Джон Мид                 | Крейг Сэвилл   |              | КК 2014                       |
| 2015–16 | Гленн Ховард | Уэйн Мидо Ричард Харт | Ричард Харт Adam Spencer | Скотт Ховард   | Joey Hart    | ЧК 2016 (8-е место)           |
| 2016–17 | Гленн Ховард | Ричард Харт           | David Mathers            | Скотт Ховард   |              | ЧК 2017 (9-е место)           |

(скипы выделены полужирным шрифтом)